# Вінна-Вількі
Вінна-Вількі (пол. Winna-Wilki) — село в Польщі, у гміні Цехановець Високомазовецького повіту Підляського воєводства.
Населення — 23 особи (2011).
У 1975-1998 роках село належало до Ломжинського воєводства.

## Демографія
Демографічна структура станом на 31 березня 2011 року:
|          | Загалом | Допрацездатний вік | Працездатний вік | Постпрацездатний вік |
| -------- | ------- | ------------------ | ---------------- | -------------------- |
| Чоловіки | 12      | 2                  | 8                | 2                    |
| Жінки    | 11      | 1                  | 7                | 3                    |
| Разом    | 23      | 3                  | 15               | 5                    |